# Samovozni protiletalski top
Samovozna protiletalska artilerija je na vojaško vozilo (običajno oklepnik ali tovornjak) nameščen sistem enega ali več protiletalskih topov ter pripadajoča merilna oprema. Poznane so tudi kombinacije protiletalskih topov in raket na enem vozilu.
Takšna bojna vozila so nastala zaradi potreb visokomobilnega bojevanja bliskovite vojne. Pomembno je, da je vozilo sposobno slediti tankom in oklepnikom ter jim zagotoviti zaščito pred zračnimi napadi sovražnikovih letal in helikopterjev. Poleg zaščite lastnih sil v premiku so sposobne tudi zagotavljanja točkovne zaščite objektov posebnega pomena pred zračnimi napadi z nizkih in srednjih razdalj. Koristna pa so tudi pri urbanem bojevanju, saj zaradi velike elevacije cevi in hitrega streljanja nudijo učinkovito zaščito pred sovražnikovo pehoto v višjih nadstropjih, kjer tanki niso učinkoviti zaradi majhne elevacije topov.